# Cimpress
Cimpress (voorheen Vistaprint) is een concern met online drukwerkleveranciers. Cimpress bezit meer dan twintig merken in massa-maatwerk zoals visitekaartjes en fotoalbums, waaronder Drukwerkdeal, Exaprint, National Pen, Pixartprinting, Printi, Vistaprint en WIRmachenDRUCK.
In 2007 bezat het bedrijf 90 procent van de online printmarkt, wat toentertijd zelf slechts 1 procent deel uitmaakte van de totale drukwerkmarkt. Vistaprint bediende in 2008 ongeveer 13 miljoen afnemers.

## Geschiedenis
Cimpress werd door Robert Keane in 1995 in Parijs opgericht als Vistaprint. Keane wilde het gat dichten dat er bestond in het aanbod van drukwerk voor kleine bedrijven en bedacht tijdens zijn studie een bedrijfsstrategie. Omdat de traditionele drukkerijen doorgaans alleen grote bestellingen verwerken, was drukwerk op maat niet iets dat kleine bedrijven zich konden veroorloven. Daarin zag Keane de mogelijkheid voor groei door het aanbieden van drukwerk dat snel en in kleine aantallen geleverd zou kunnen worden.
In 2011 werd Webs gekocht, een bedrijf dat een online-webbouwprogramma aanbiedt.
Op 17 november 2014 werd de naam gewijzigd in Cimpress.
In 2017 werd via de Paradise Papers onthuld dat Vistaprint veel belastingvoordeel genoot: met goedkeuring van de Nederlandse fiscus werd 95 procent van de winst jarenlang overbracht naar Bermuda (vijf procent bleef in Nederland). In 2014 verplaatste Vistaprint zijn intellectueel eigendom van Bermuda naar Zwitserland, waardoor het bedrijf een jarenlang gebruik kon maken van een aftrekmogelijkheden; zo kon het Amerikaanse moederbedrijf in 2016 zo’n zeventien miljoen euro aftrekken van de belasting.
In 2017 nam Gilde Buy Out Partners And Management de fotoalbumdrukker Albelli over van Cimpress.